# リー郡 (イリノイ州)
リー郡（英: Lee County）は、アメリカ合衆国イリノイ州の北部に位置する郡である。2010年国勢調査での人口は36,031人であり、2000年の36,062人から0.1％減少した。郡庁所在地はディクソン市（人口15,733人）であり、同郡で人口最大の都市でもある。
リー郡はその全体でディクソン小都市圏を構成している。

## 歴史
リー郡は1839年にオーグル郡から分離して設立された。郡名は、アメリカ独立戦争の軍人ライトホース・ハリー・リー、あるいは大陸会議の代議員リチャード・ヘンリー・リーに因んで名付けられた。アメリカ独立宣言はリチャード・ヘンリー・リーの独立決議案に続いて採択された。

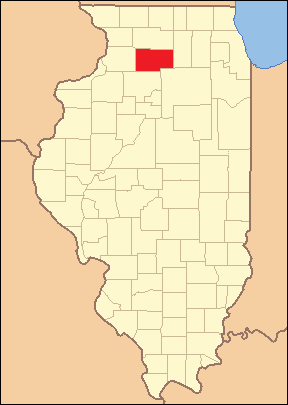
1839年創設時の郡領域、現在まで変化は無い

## 地理
アメリカ合衆国国勢調査局に拠れば、郡域全面積は728.95平方マイル (1,888.0 km2)であり、このうち陸地724.90平方マイル (1,877.5 km2)、水域は4.06平方マイル (10.5 km2)で水域率は0.56％である。

### 主要高規格道路
- 州間高速道路39号線
- 州間高速道路88号線
- アメリカ国道30号線
- アメリカ国道51号線
- アメリカ国道52号線
- イリノイ州道2号線
- イリノイ州道26号線
- イリノイ州道38号線
- イリノイ州道251号線

### 隣接する郡
- オーグル郡 - 北
- デカルブ郡 - 東
- ラサール郡 - 南東
- ビュロー郡 - 南西
- ホワイトサイド郡 - 西

## 気候と気象
近年、郡庁所在地であるディクソン市の平均気温は1月の10°F (-12 ℃) から7月の82°F (28 ℃) まで変化している。過去最低気温は1999年1月に記録された-27°F (-33 ℃) であり、過去最高気温は1936年7月に記録された110°F (43 ℃) である。月間降水量は2月の1.43インチ (36 mm) から6月の4.88インチ (124 mm) まで変化している。

## 人口動態

2000人口ピラミッド

以下は2000年国勢調査による人口統計データである。
| 基礎データ - 人口: 36,062人 - 世帯数: 13,253 世帯 - 家族数: 9,144 家族 - 人口密度: 19人/km2（50人/mi2） - 住居数: 14,310軒 - 住居密度: 8軒/km2（20軒/mi2） 人種別人口構成 - 白人: 92.68% - アフリカン・アメリカン: 4.91% - ネイティブ・アメリカン: 0.11% - アジア人: 0.56% - 太平洋諸島系: 0.02% - その他の人種: 0.77% - 混血: 0.94% - ヒスパニック・ラテン系: 3.18% 先祖による構成 - ドイツ系：33.9％ - アイルランド系：14.9％ - アメリカ人：8.9％ - イギリス系：8.4％ 言語による構成 - 英語：97.1％ - スペイン語：1.7％ | 年齢別人口構成 - 18歳未満: 24.2% - 18-24歳: 7.8% - 25-44歳: 30.3% - 45-64歳: 23.1% - 65歳以上: 14.7% - 年齢の中央値: 38歳 - 性比（女性100人あたり男性の人口） - 総人口: 105.2 - 18歳以上: 104.8 世帯と家族（対世帯数） - 18歳未満の子供がいる: 32.2% - 結婚・同居している夫婦: 55.9% - 未婚・離婚・死別女性が世帯主: 9.3% - 非家族世帯: 31.0% - 単身世帯: 26.5% - 65歳以上の老人1人暮らし: 12.1% - 平均構成人数 - 世帯: 2.49人 - 家族: 3.01人 収入と家計 - 収入の中央値 - 世帯: 40,967米ドル - 家族: 48,730米ドル - 性別 - 男性: 35,754米ドル - 女性: 22,305米ドル - 人口1人あたり収入: 18,650米ドル - 貧困線以下 - 対人口: 7.7% - 対家族数: 4.9% - 18歳未満: 8.4% - 65歳以上: 8.9% |

## 郡区
リー郡は下記22の郡区に分割されている。
| - アルト - アンボイ - アシュトン - ブラッドフォード - ブルックリン | - チャイナ - ディクソン - イーストグローブ - ハミルトン - ハーモン | - リーセンター - マリオン - メイ - ナチューサ - ネルソン | - パルミラ - レイノルズ - サウスディクソン - サブレット - ビオラ | - ウィロウクリーク - ワイオミング |

## 都市と町

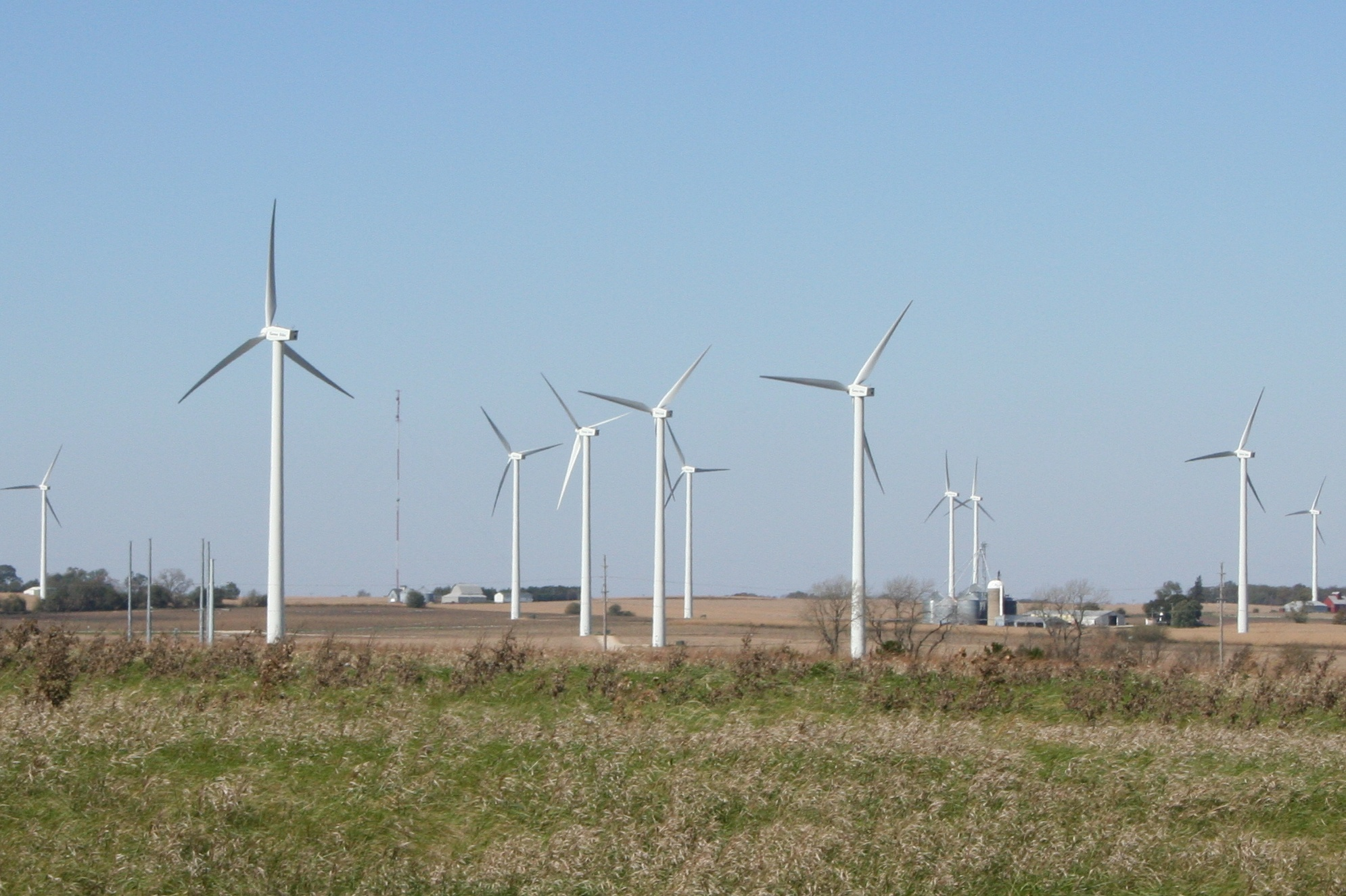
リー郡南東部の風力発電所、州間高速道路39号線の第82出口西にある

- ディクソン - 郡庁所在地
- アンボイ
- アシュトン
- コンプトン
- フランクリングローブ
- ハーモン
- ヘンケル
- ネルソン
- パウパウ
- ステュワード
- サブレット
- ウォルトン
- ウェストブルックリン